# Са, Жозе
Жозе Педру Мальейру де Са (порт. José Pedro Malheiro de Sá, португальское произношение: [ʒuˈzɛ sa]; род. 17 января 1993, Брага) — португальский футболист, вратарь английского клуба «Вулверхэмптон Уондерерс» и сборной Португалии.

## Клубная карьера

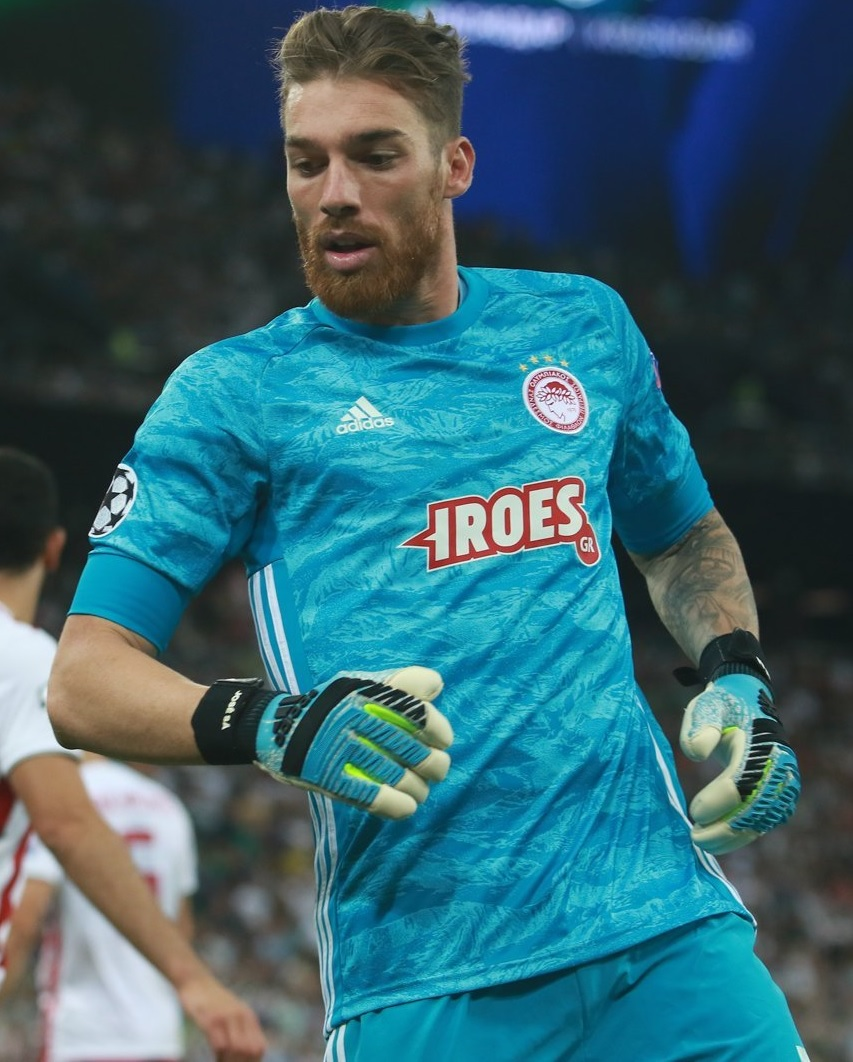
Жозе Са в составе «Олимпиакоса»

Са — воспитанник клуба «Маритиму». В 2012 году он начал выступления за команду дублёров. 18 августа 2013 года в матче против «Бенфики» он дебютировал в Сангриш лиге. В начале 2016 года Жозе перешёл в «Порту». 18 ноября в поединке Кубка Португалии против «Шавеша» Са дебютировал за основной состав. 21 мая 2017 года в матче против «Морейренсе» он дебютировал за «Порту» в чемпионате. В 2018 году Жозе помог клубу выиграть чемпионат.
Летом 2018 года Са был отдан в аренду в греческий «Олимпиакос», который выкупил игрока через год. 15 мая 2019 года Са был выкуплен клубом и подписал с ним четырёхлетнее соглашение.

## Международная карьера
В 2013 году в составе молодёжной команды Жозе принял участие в молодёжном чемпионате мира в Турции. На турнире он сыграл в матчах против сборных Северной Кореи, Кубы, Нигерии и Ганы.
В 2015 году в составе молодёжной сборной Португалии Са завоевал серебряные медали молодёжного чемпионата Европы в Чехии. На турнире он сыграл в матчах против сборных Англии, Италии, Германии и дважды Швеции.
В 2017 году Са принял участие в Кубке конфедераций в России. На турнире он был запасным голкипером и на поле не вышел.

## Достижения
«Порту»
- Чемпион Португалии: 2017/18

«Порту В»
- Победитель второй лиги Португалии: 2015/16

«Олимпиакос»
- Чемпион Греции (2): 2019/20, 2020/21

Сборная Португалии
- Победитель Лиги наций УЕФА (2): 2018/19, 2024/25
- Бронзовый призёр Кубка конфедераций: 2017

Сборная Португалии (до 20 лет)
- Победитель молодёжного чемпионата Европы: 2015